# Antônio Kandir
Antônio Kandirian GOMM (São Paulo, 2 de maio de 1953), conhecido como Antônio Kandir, é um professor universitário, engenheiro, economista e político brasileiro.

## Biografia
Formou-se em engenharia mecânica e de produção em 1975, pela Escola Politécnica da Universidade de São Paulo. É mestre em economia pela Universidade Estadual de Campinas em 1984, e doutor em economia pela mesma universidade em 1988.
Entre 1984 e 1985 foi professor do Departamento de Economia da Pontifícia Universidade Católica de São Paulo; de 1985 até 1993 foi professor do Instituto de Economia da UNICAMP; e em 1986 atuou como professor visitante (Faculty Fellow) junto ao Helen Kellog Institute for International Studies, da Universidade de Notre Dame, em Indiana, nos Estados Unidos.
Foi integrante da equipe econômica da então ministra Zélia Cardoso de Mello e do então presidente do Banco Central, Ibrahim Eris, que criou o Plano Collor.
Foi também ministro do Planejamento no governo de Fernando Henrique Cardoso em substituição a José Serra, de 1996 a 1998.
Em 1997, como ministro do Planejamento, Kandirian foi admitido pelo presidente Fernando Henrique Cardoso à Ordem do Mérito Militar no grau de Grande-Oficial especial.
Eleito deputado federal, criou a Lei Kandir, que alterou o regulamento do ICMS, desonerando a exportação de produtos primários e, em compensação, fez explodir a oneração nas operações internas através da instituição do cálculo "por dentro", onde a própria alíquota do imposto passou a integrar a base de cálculo.
Sua passagem pelo Congresso também foi marcada por um erro ao registrar seu voto durante a tramitação de um projeto de reforma da previdência que instituiria uma idade mínima para a aposentadoria dos brasileiros. Na ocasião, Kandir, que era partidário da proposta, declarou erroneamente sua "abstenção" no tema, fazendo com que o governo tivesse apenas 307 votos favoráveis à matéria, um a menos do que os 308 necessários para a sua aprovação.